# 둠야자
둠야자(학명: Hyphaene thebaica)는 종려과 둠야자속에 속하는 야자나무로, 생강빵야자라고도 한다. 최대 17m까지 자랄 수 있다. 둠넛이라고 부르는 견과류 열매를 제공하며, 생강을 넣은 과자 맛과 비슷한데 혈압을 강하시키는 효과가 있다. 아라비아 반도및 이집트·리비아 등 북아프리카 등지가 원산지이다.